# Ипсуичские убийства

Стив Райт во время ареста (2006 год)

И́псвичские[прояснить] серийные убийства (англ. Ipswich serial murders) — серия убийств, совершённых Стивеном Джералдом Джеймсом Райтом (род. 24 апреля 1958) в период с октября по декабрь 2006 года. Жертвами были женщины, работавшие проститутками в Ипсвиче. Их тела были найдены полностью обнажёнными, однако без каких-либо признаков сексуального посягательства. Две жертвы — Эннели Элдертон и Пола Кленнелл, — были задушены; причина смерти остальных жертв — Джеммы Адамс, Тани Никола и Эннетт Николс — не была установлена. 
В феврале 2008 Райт был признан виновным и в настоящее время отбывает пожизненное заключение.

## Биография
Райт родился в деревушке Эрпингем (графство Норфолк) и был вторым ребёнком в семье. Его отец Конрад был военным полицейским, мать Патриция — ветеринаром. У Стива был старший брат Дэвид и две младшие сестры Джанетт и Тина. Поскольку отец был военным, семья жила то на Мальте, то в Сингапуре. В 1964 году, когда Стиву было восемь лет, мать ушла из семьи. Окончательно родители развелись только в 1977 и оба позже вступили во вторичные браки. Стив с братом и сёстрами остался жить с отцом, который женился на женщине по имени Валери и в этом браке у Стива появились сводные брат Кит и сестра Натали.
Райт бросил школу в 1974 году и вскоре устроился в торговый флот работать поваром на паромах, приплывающих из Филикстоу. В 1978 году в Милфорд Хивен он женился на Анджеле О’Донован и у них родился сын Майкл. Пара разошлась в 1987 году и позже развелась. Райт работал старшим стюардом на лайнере «Queen Elizabeth 2», водителем грузовика, барменом и, когда его уже арестовали, водителем автопогрузчика. Во второй раз он женился на 32-летней Дайяне Кассел в бюро регистрации Брейнтри в августе 1987 году, но уже в июле 1988-го, когда Райт работал владельцем паба в Норидже, это брак тоже развалился. С 1989 по 1993 Райт, управляя трактиром в Южном Лондоне, встречался с Сарой Уайтли, которая в 1992 родила от него дочь. Отношения рухнули из-за его страсти к азартным играм и пьянству. Где-то в конце 1990-х и в начале 2000-х азартные игры привели Райта к большим долгам и почти разорили его. В 2001 Райт был обвинён за кражу 80 фунтов, которые он украл для оплаты долгов (до серии убийств это было его первое преступление). Известно, что Райт дважды попытался совершить самоубийство: в 1990-х попытался отравиться угарным газом в его автомобиле, в 2000 году хотел умереть от передозировки таблеток. Есть предположение о третьем браке Райта: тайка Сомчит Чомпхусаенг утверждала, что она и Стивен поженились в Таиланде в 1999 году.
В 2001 году в Филикстоу Райт познакомился со своей однофамилицей Памелой, в 2004 они поселились в Ипсуиче. Однако там Памела устроилась работать медсестрой и часто работала в ночную смену, из-за чего интимная жизнь у них с Райтом постепенно сошла на нет. Тогда Райт стал часто посещать различные сауны и массажные салоны, которые фактически были борделями. Позже на следствии Райт сказал, что к услугам проституток он обращался ещё задолго до этого, когда работал в торговом флоте (и вообще, по его словам, пользовался услугами проституток всю жизнь), и потому на протяжении последних трёх месяцев 2006 года (период Ипсуичских убийств) у него был контакт по меньшей мере с дюжиной проституток.

## История

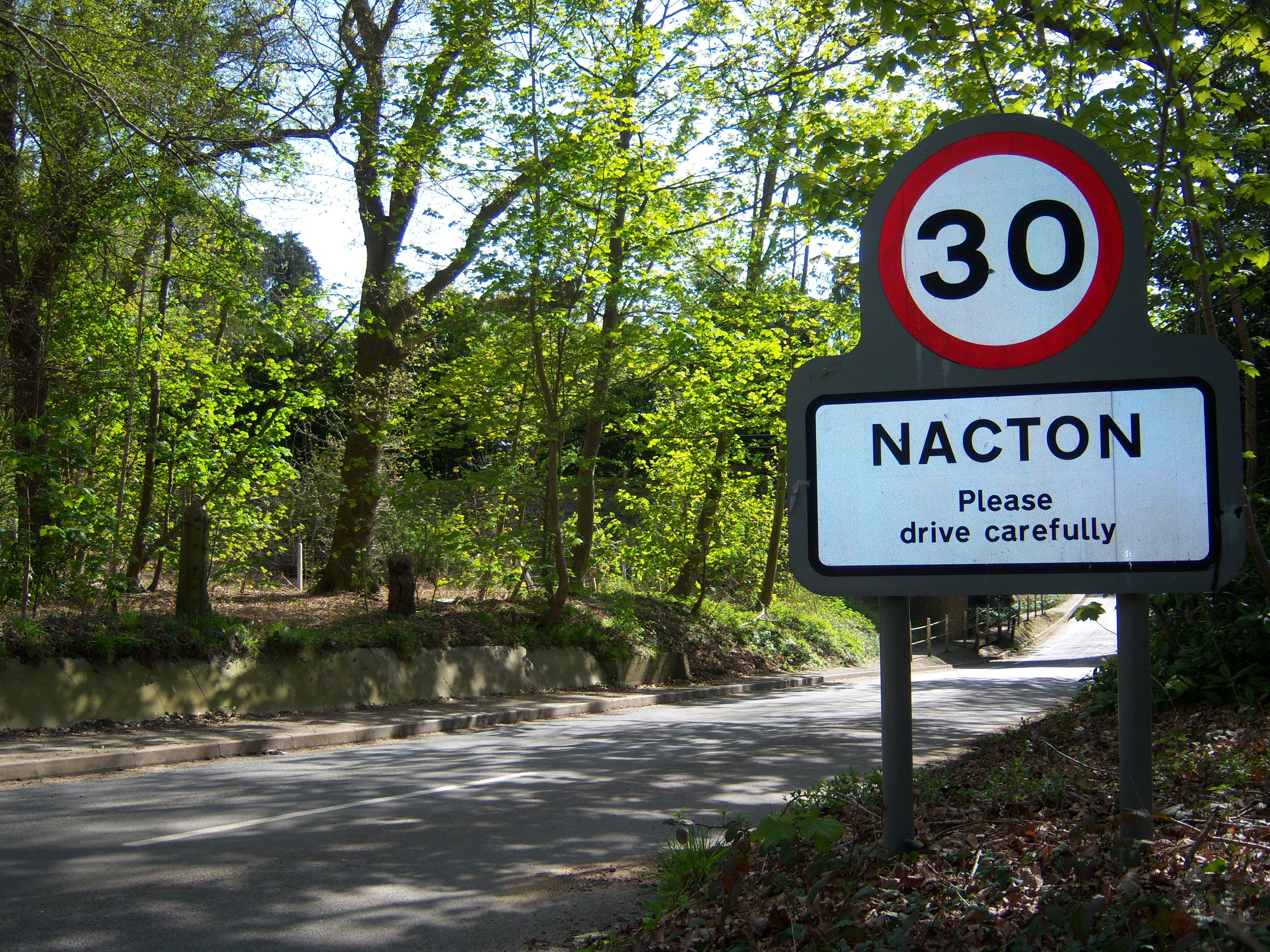
Трасса A14 около деревни Нактон, где было найдено тело Эннели Элдертон

2 декабря 2006 года около Хинтелшема на Холме Торп в ручье Белстид-Рук было найдено тело 25-летней Джеммы Адамс. Несмотря на её профессию, признаков сексуального насилия на теле обнаружено не было. Шесть дней спустя, 8 декабря, в пригороде Ипсуича в воде Капдок-Милл было найдено тело 19-летней Тани Никол, которую никто не видел с 30 октября и которая была подругой Адамс. Как и у Адамс, на теле Никол тоже не было признаков сексуального насилия. Причину смерти обеих установить было невозможно, потому что тела были в воде. 10 декабря возле трассы A14 около Нактона было обнаружено третье тело — 24-летней Эннели Элдертон (англ.  Anneli Sarah Alderton). В отличие от предыдущих двух жертв, причина смерти Элдертон, согласно полицейским отчётам, была установлена: её задушили, а вскрытие показало, что она была приблизительно на третьем месяце беременности. После этого полиция созвала пресс-конференцию, где попросила всех женщин держаться подальше от квартала красных фонарей Ипсуича. 12 декабря Суффолкская полиция объявила, что были обнаружены тела ещё двух женщин. 14 декабря полиция подтвердила, что одно из тел принадлежит 24-летней Поле Кленнелл, которая пропала 10 декабря и была в последний раз замечена в Ипсуиче. Как и Элдертон, она тоже была задушена. 15 декабря полиция подтвердила, что другое тело принадлежало 29-летней Эннетт Николс, которая исчезла 5 декабря. Обе были найдены недалеко от того места, где было найдено тело Элдертон. Только после этого суффолкская полиция связала все убийства воедино и начала расследование под названием «Операция Сумах» (англ. Operation Sumac).
На пресс-конференции, прошедшей 13 и 14 декабря, детектив и главный суперинтендант Стюарт Галл объявил, что все жертвы были убиты не там, где их нашли. Заодно он добавил, что на дело были брошены около 300 полицейских, и что детективы получают около 450 телефонных звонков в день от тех местных жителей, которые видели жертв. 15 декабря веб-сайт суффолкской полиции показал, что в общей сложности полиция получила 7 300 звонков. 18 декабря число полицейских, вовлечённых в расследование, увеличилось до 650, а число звонков — до 10 000.

Карта Ипсуича с отметками мест, где были найдены тела

В один из таких дней Стив Райт был задержан, когда ночью слонялся по кварталу красных фонарей. Тогда он объяснил полиции, что вышел прогуляться, потому что страдал бессонницей. При этом у полицейских осталось впечатление, будто бы задержанный совсем не в курсе того, что местом его прогулки являлся квартал красных фонарей.

## Жертвы

### Таня Никол
19-летняя Таня Никол была первой жертвой, чьё исчезновение было официально зарегистрировано, а также была самой молодой среди жертв. Она пропала 30 октября и спустя 48 часов её мать заявила об исчезновении. Никол училась в Старшей Школе Чантри, но в 16 лет ушла из дома и перебралась в общежитие, где подсела на героин. Какое-то время она работала в массажных салонах под псевдонимом Шантель, но из-за подозрений в пристрастии к наркотикам уволилась. Проституцией она начала заниматься для того, чтобы достать деньги на дозу. Её мать об этом ничего не знала, думая, что дочь работает официанткой в баре или парикмахером.

### Джемма Адамс
25-летняя Джемма Роуз Адамс была первой найденной жертвой. Она исчезла 15 ноября и последний раз её видели рядом с автомобилем BMW на дороге Уэст-Энд-Роуд в районе 01.15. О пропаже сообщил её любовник Джон Сипсон, с которым она жила 10 лет в гражданском браке. Адамс происходила из среднего соц-класса, в юности была очень популярной и любила животных. В подростковом возрасте она увлеклась героином и, как и Никол, стала работать проституткой, чтобы достать деньги на наркотики (до этого она работала в страховой компании, но из-за наркотической зависимости была уволена). Её родители не знали об этом, но Джон Сипсон знал, потому что тоже сидел на героине.

### Эннели Элдертон

Элдертон на записи видеонаблюдения в поезде. Данный кадр использовался полицией и большинством СМИ

24-летняя Эннели Сара Элдертон родилась в Колчестере. Как и Адамс, она происходила из нормальной семьи среднего класса и хорошо училась в школе. В 1992 после развода родителей Эннели переехала с матерью Мэри на Кипр, но в 1997 они вернулись обратно в Ипсуич. В 1998 году в 16 лет, после смерти отца от рака лёгких, Элдертон начала увлекаться наркотиками. Она пропала 3 декабря. Последний раз Элдертон видели в поезде, идущим из Хариджа в Меннингтри, откуда она должна была пересесть на поезд, идущий в Ипсуич. Её тело было найдено 10 декабря. На теле отсутствовала одежда. Вскрытие показало, что смерть наступила в результате удушья, кроме того, на момент смерти Элдертон была беременна.

### Эннетт Николс
29-летняя Эннетт Николс была самой старшей жертвой и матерью ребёнка. Предположительно она пропала 4 декабря, но в процессе расследования выяснилось, что последний раз она была замечена в центре Ипсуича 8 декабря. Её семья заявила о её пропаже после того, как увидела по телевизору новостной репортаж об исчезновении других жертв. Обнажённое тело Николс было найдено 12 декабря в позе креста, однако экспертиза не выявила никаких следов сексуального насилия. Причина смерти была не установлена, но были выявлены следы удушения на горле. Николс подсела на наркотики с тех пор, как в начале 2000-х закончила Суффолкский колледж и получила профессию косметолога. В дальнейшем она начала заниматься проституцией, чтобы оплачивать дозы. Такой образ жизни привёл к переезду в дом жилищно-строительной ассоциации из её муниципального дома и тогда же Николс отдала её матери Розмари на воспитание её сына Фэррона.

### Пола Кленнелл
24-летняя Пола Люсиль Кленнелл из Нортумберленда исчезла в Ипсуиче 10 декабря приблизительно в 20 минут первого ночи. Когда её нашли, она тоже была без одежды, но экспертиза признаков сексуального домогательства не обнаружила и в качестве причины смерти тоже было указано удушье. Кленнелл переехала в Восточную Англию за 10 лет до этого, когда её родители развелись. В детстве Кленнелл несколько раз попадала в исправительные учреждения, где подсела на наркотики. У неё было три ребёнка от Элтона Норриса, однако из-за пристрастия матери к наркотикам они были отданы под опеку. Кленнелл была среди тех проституток, у которых Англия-Ньюс брали интервью, когда освещали предыдущие исчезновения. Несмотря на то, что полиция Ипсуича выпустила предупреждение, чтобы проститутки были осторожны, когда садились в машины к подозрительным людям, или вообще отошли на время от дел, Кленнелл в тех интервью сказала, что продолжит работать, поскольку нуждается в деньгах.

## Арест

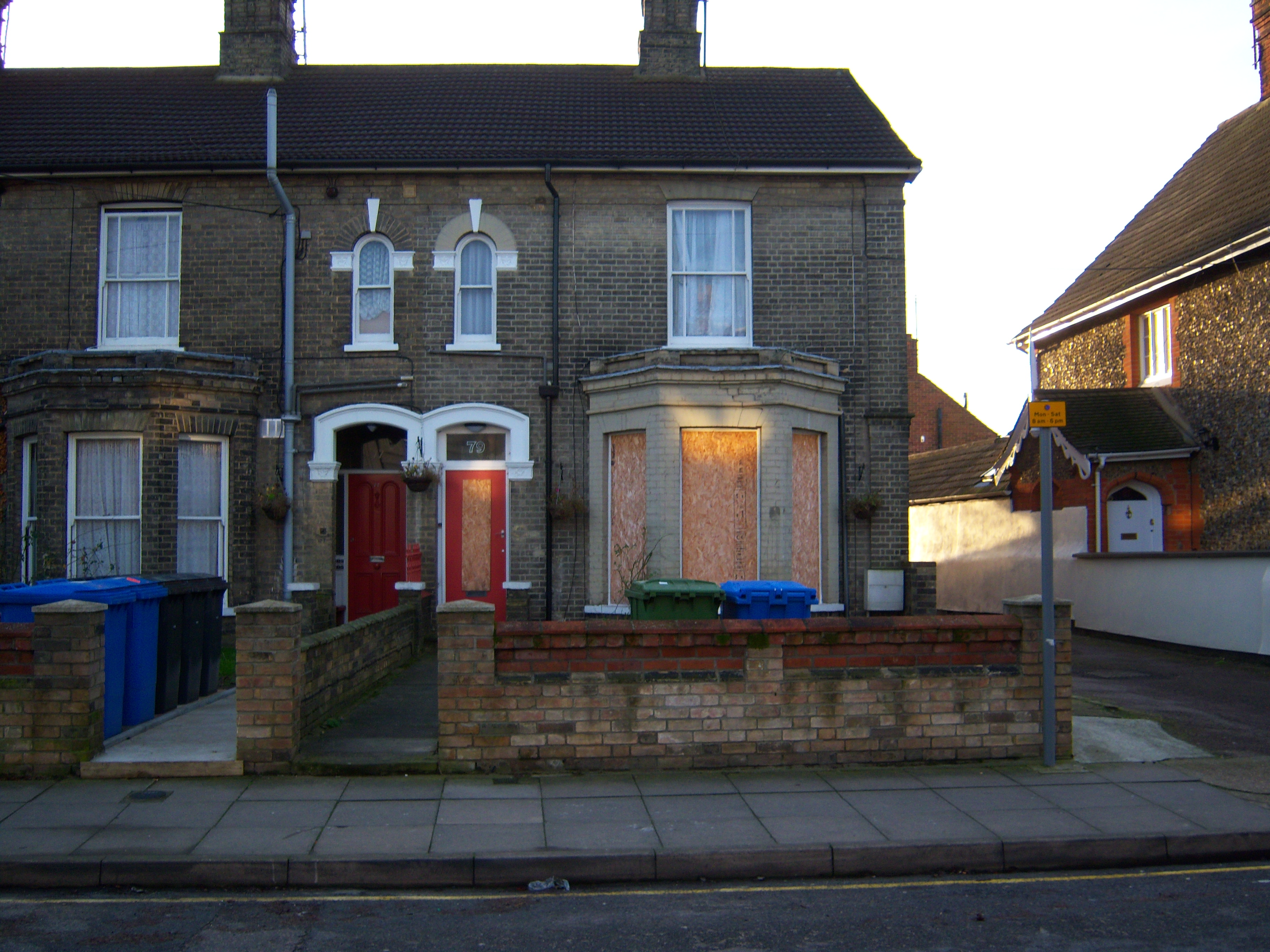
Дом на Лондон-Роуд, 79 в Ипсуиче. С момента ареста Райта был заколочен до февраля 2009

Стивен Райт был арестован 19 декабря 2006 года в пять часов утра в арендуемой им квартире на Лондон-Роад 79 (следует заметить, что за день до этого суффолкская полиция арестовала по подозрению 37-летнего рабочего супермаркета Тома Стивенса из деревни Тримли-Сент-Мартин в Филикстоу, но отпустила его под залог, который был отменён в июне 2007 года). 21 декабря старший прокурор Королевской прокурорской службы Саффолка Майкл Краймп обнародовал личность Райта, объявив, что этот человек обвиняется во всех пяти убийствах.

## Суд

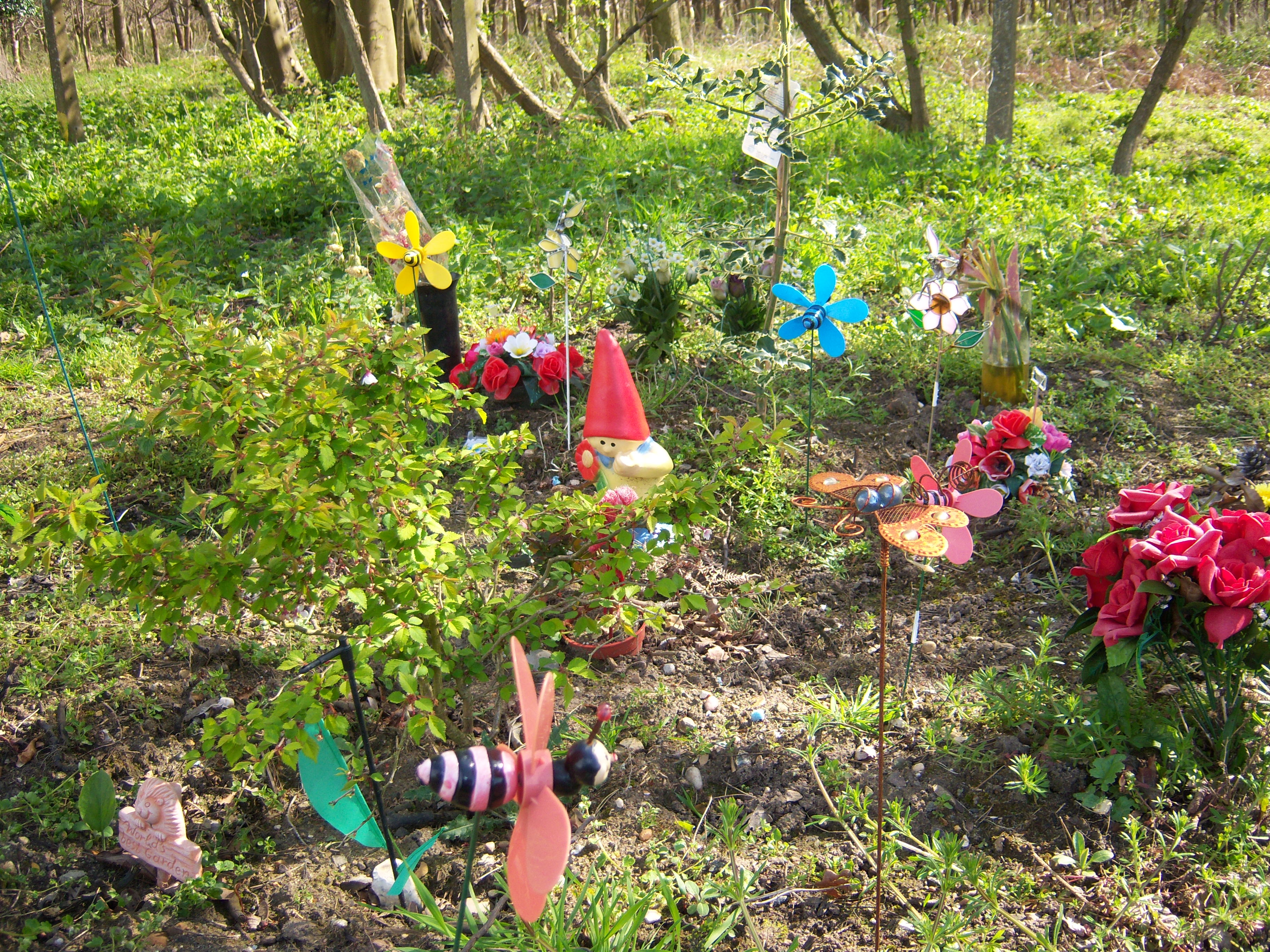
Мемориал на месте обнаружения тел Николс и Кленнелл

Райт прошёл три предварительных судебных заседания (22 декабря 2006 года, 2 января и 1 мая 2007 года). В июле 2007 года он появился на предварительном слушании дела в Лондоне, где дата начала судебного процесса была назначена на 14 января 2008 года, где Райт прошёл предварительное слушание в Королевском суде Ипсуича, а 16 января начался суд. Обвинение против Райта строилось на анализах ДНК. Между тем, его адвокаты утверждали, что Райт часто снимал проституток и сам он признался, что у него был, что называется, «полный секс» почти со всеми убитыми, за исключением Тани Никол, которую он изначально тоже снял, но потом передумал и расстался с ней, по его словам, где-то в квартале красных фонарей.
21 января суд присяжных совершил экскурсию по всем местам, задействованным в деле — дом Райта (внутрь, они, правда, не заходили) и районы, где были найдены тела. Во время судебного процесса королевский прокурор Питер Райт, предположил, что Стив Райт, возможно, действовал не в одиночку, так как тело Эннели Элдертон было найдено на отнюдь не близком расстоянии от трассы A14 и нет никаких прямых доказательств, что тело тащил только один человек.

Предположительная жертва Райта Сьюзанна Ламплах (род. 3 мая 1961), пропавшая без вести 28 июля 1986 года. В 1982 году, когда Райт служил на лайнере «QE 2», Ламплах работала там косметологом

Тем не менее, 21 февраля присяжные, после 8-ми часов обдумывания, обвинили Стива Райта по всем пяти пунктам обвинения и, хотя суд по своему усмотрению мог назначить ему в любой момент условно-досрочное освобождение, на следующий день Райт был приговорён к пожизненному заключению. Несколько родственников убитых выступили с критикой такого приговора, считая, что Райт заслуживал смертной казни.
На сегодняшний день мотивы Райта так и не установлены. На данный момент он подозревается ещё в пяти убийствах, которые произошли в течение 15 лет до его ареста. В том числе его подозревают в исчезновении агента по недвижимости 25-летней Сьюзанны Ламплах (Ламплах и Райт какое-то время вместе работали на «Queen Elizabeth 2»), которая пропала в июле 1986, уйдя на встречу с клиентом (в 1994 году её объявили мёртвой, хотя тело так и не было найдено) и убийстве наркоманки Вики Гласс, которая пропала в Мидлсбро в сентябре 2000 и позже её обнажённое тело было найдено в парке Норф-Йорк-Мурс.

## СМИ
Британская пресса ещё до ареста Райта сравнивала его с Джеком Потрошителем и Питером Сатклиффом, который в своё время получил кличку «Йоркширский Потрошитель» (сам Райт в прессе был назван «Суффолкский Душитель», «Ипсуичский Потрошитель» и ещё многими другими кличками). В период расследования местный Колл-центр предложил за поимку убийцы вознаграждение в размере 25 тысяч фунтов (позже сумма была увеличена до 50 тысяч). Газета «News of the World» только за одну идентификацию убийцы предлагала от 250 тысяч до 300.
Благодаря убийствам британская пресса сумела выявить ряд спорных законов в политике Великобритании. В первую очередь, обнаружилось, что британские проститутки совсем не защищены законом, так как число легальных борделей в Великобритании было очень минимальным и это было одной из главных причин того, что большее количество британских проституток вынуждены были работать на улице. Во вторую очередь обнаружилось, что, по данным МВД Великобритании, около 95 % проституток, как Таня Никол, страдали токсикоманией и поэтому вынуждены были идти на панель.

## Обжалование
Райт дважды подавал на апелляцию его приговора. Первый раз он подал в марте 2008 года, но в июле того же года прошение было отклонено. Второе он подал сразу же после отклонения первого, но в феврале 2009 отклонили и его. В декабре 2012 Райт подал третье прошение.

## Адаптации
С 25 по 27 апреля 2010 года на телеканале BBC One прошёл показ трёхсерийного мини-сериала «Блудные дочери», который рассказывал о жизненном пути всех пяти жертв и о причинах, которые привели их жизни к такому плачевному концу. Отец Полы Кленнелл Брайан пожаловался, что фильм изображает жертв в «плохом свете», а старший брат Райта Дэвид выразил беспокойство, что сериал может подвергнуть опасности будущие пересмотры дела его брата.
14 апреля 2011 года в Королевском Национальном Театре в Лондоне состоялась премьера мюзикла «Лондонские Дороги» (англ. London Road), чей сюжет основан на интервью с соседями Райта по улице. Всё действие происходит на улице, где он жил, и персонажами мюзикла являются безымянные соседи. Убийца и его жертвы в сюжете только упоминаются, но больше никак не фигурируют.